# Beaulieu (Indre)
Beaulieu is een gemeente in het Franse departement Indre (regio Centre-Val de Loire) en telt 82 inwoners (2009). De plaats maakt deel uit van het arrondissement Le Blanc.

## Geografie
De oppervlakte van Beaulieu bedraagt 7,2 km², de bevolkingsdichtheid is dus 11,4 inwoners per km².
De onderstaande kaart toont de ligging van Beaulieu (Indre) met de belangrijkste infrastructuur en aangrenzende gemeenten.

## Demografie
Onderstaande figuur toont het verloop van het inwonertal (bron: INSEE-tellingen).
1. ↑  Populations de référence 2022.